# Christian Dietrich II. von Schlieben
Christian Dietrich von Schlieben († 1721 oder später) war Besitzer des Schlosses Vetschau und weiterer Dörfer in der Niederlausitz.

## Leben
Er war wahrscheinlich der Sohn von Christian Dietrich I. von Schlieben. Von diesem erbte er um 1680 Vetschau und dazugehörende Dörfer. Nach 1686 erhielt er dazu Stradow von Erdmann von Schlieben, seinem Cousin. 1688 verkaufte Christian Dietrich Vetschau an Herzog Christian I. von Merseburg, erwarb es aber 1715 wieder von Otto Wilhelm von Tümpling. 1721 verkaufte er das Schloss dann an Herzogin Emilie Agnes von Sachsen-Weißenfels auf Drehna.
Christian Dietrich besaß außerdem die Dörfer Göritz, Dubrau und Pötke. 

## Ehe und Familie
Christian Dietrich II. von Schlieben war mit Johanna Juliana von Raabe verheiratet, der Tochter von George Joachim von Raabe. Kinder waren
- Carl Sigmund von Schlieben, Leutnant beim 2. kursächsischen Infanterieregiment, verheiratet mit seiner Cousine Erdmutha Christiana von Loeben[5]
- Christian Friedrich von Schlieben, * 1689 in Vetschau[6]
- Christian Erdmann von Schlieben, * 1691 in Vetschau, † 1753 in Vetschau, verheiratet mit Johanna Eberhardina Sophia von Graz, hatten gemeinsam 3 Söhne und 2 Töchter[5][6]
- Christina Charlotta von Schlieben, * 1695, † 1746, sie war mit Alexander Siegmund von Pflugk verheiratet[5][7]
- Johann Eberhard von Schlieben, * 1697 in Vetschau, † 1745 in Vetschau, er tötete einen Hauptmann und wurde dafür seit 1723 für 22 Jahre im Schlosskeller von Vetschau eingekerkert[5][8][6]
- Marianna Erdmutha von Schlieben, * 1698 in Vetschau[6]
- Friedrich Wilhelm von Schlieben, * 1700 in Vetschau, † 1769 in Dresden, Fahnenjunker und Leutnant beim 6. kursächsischen Infanterieregiment, verheiratet mit Anna Maria Schultz[9], Tochter eines Kammerdieners bei Hofrat von Rohr, hatten gemeinsam drei Töchter[5][7][6]